# Achipteria languida
Achipteria languida är en kvalsterart som först beskrevs av Hercule Nicolet 1855.  Achipteria languida ingår i släktet Achipteria och familjen Achipteriidae. Inga underarter finns listade i Catalogue of Life.